# Franco Mannino
Franco Mannino (Palermo, 25 de abril de 1924-Roma, 1 de febrero de 2005) fue un compositor, pianista, director de orquesta y coreógrafo italiano. 

## Biografía
Estudió en la Accademia di Santa Cecilia de Roma. Fue director de orquesta en varios teatros europeos. En 1957 realizó una gira por Estados Unidos. Fue director artístico del Teatro San Carlo de Nápoles. Compuso varias óperas: Vivì (1957), Hatikvà (1957), Il quadro delle meraviglie (1961), La stirpe di Davide (1962), Il diavolo in giardino (1963), Le notti della paura (1963), Luisella (1969), La speranza (1970), Il ritratto di Dorian Gray (1982), Il principe felice (1982), Le teste scambiate (1988), Le notti bianche (1990) y Anno Domini 3000 (2001).
Realizó varias bandas sonoras de películas, especialmente de Luchino Visconti: Bellísima (1951), Muerte en Venecia (1971), Confidencias (Retrato de familia en interior) (1974) y El inocente (1976), por la que ganó el Premio David de Donatello a la Mejor Música. Realizó también el ballet Mario e il mago (Milà), así como obras sinfónicas y música de cámara.